# 魯德諾 (烏克蘭)
49°50′24″N 23°52′40″E / 49.84000°N 23.87778°E

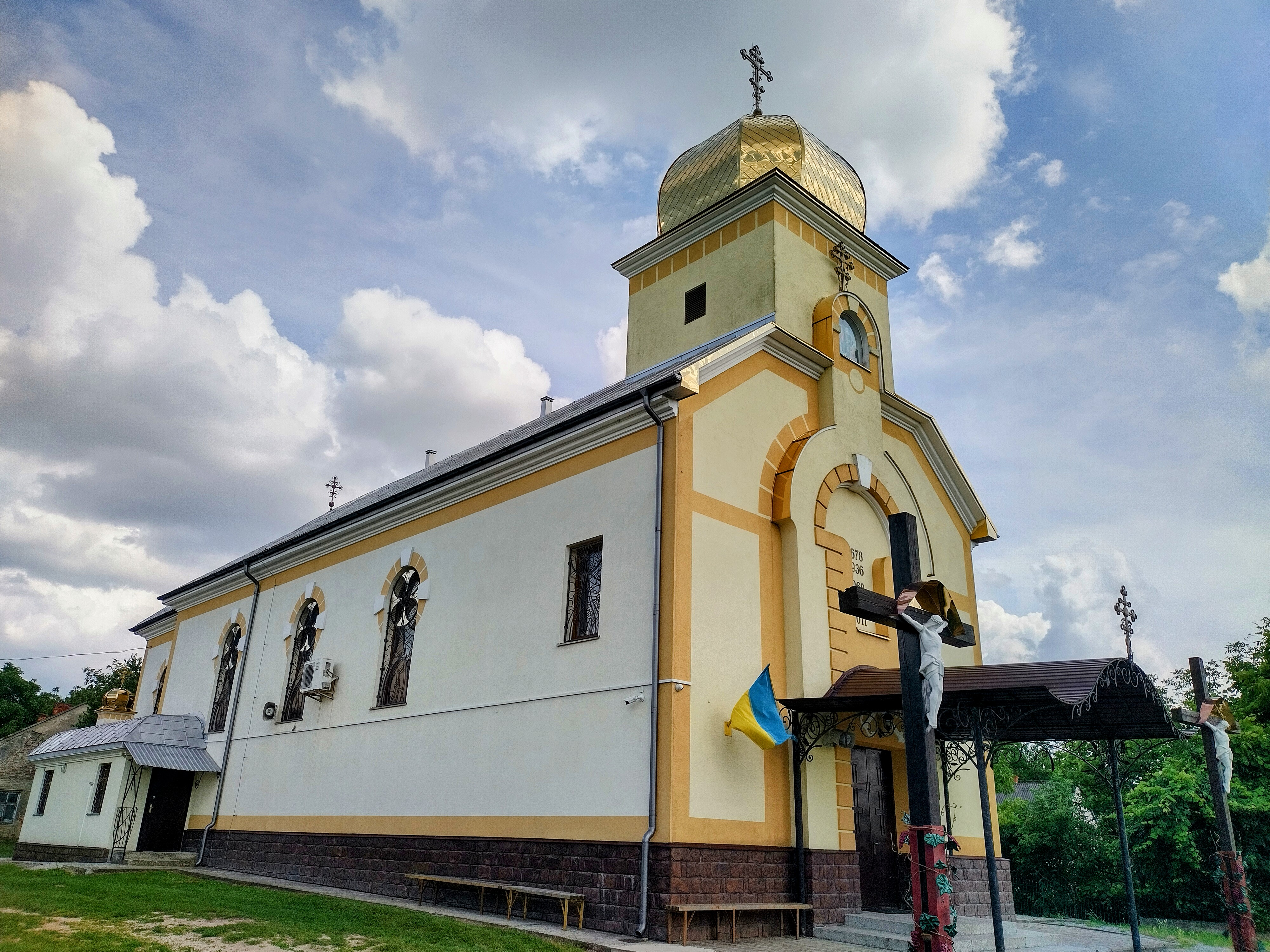
教堂

鲁德诺（烏克蘭語：Рудно），2008年至2025年间名为鲁德内（烏克蘭語：Рудне），是烏克蘭西部利沃夫州利沃夫区利維夫市鎮的市級鎮。處於濟姆納河畔，始建於十六世紀，面積4.19平方公里，2015年人口6,912，人口密度每平方公里1,649.64人。